# Torabhaig
Torabhaig est une distillerie de whisky écossaise, située sur l'île de Skye. Fondée en 2017, il s'agit de l'une des deux distilleries de l'île, avec celle de Talisker.

## Localisation
La distillerie de Torabhaig se trouve dans la localité de Teangue (en), située dans la péninsule de Slèite, au sud de l'île de Skye. Les bâtiments où prend place la distillerie sont ceux d'une ancienne ferme abandonnée datant du XVIIIe siècle, comprenant également un ancien moulin à grain. La cour intérieure de l'ancienne ferme accueille un espace de détente et de restauration.

## Histoire

### Genèse
La création de la distillerie bénéficie d'un permis de construire, octroyé en 2002 à Iain Noble, initiateur du projet, installé sur l'île depuis 1972. Celui-ci meurt en 2010, avant toute concrétisation. Le dossier est repris par la société Mossburn Distillers, filiale de Marussia Beverages BV,,. Le chantier de réhabilitation de l'ancienne ferme où s'installe la distillerie a été alimenté par les pierres d'un ancien château à proximité,.
Le chantier commence en 2014, sous l'égide des architectes Simpson and Brown, établis à Édimbourg,.

### Phase active

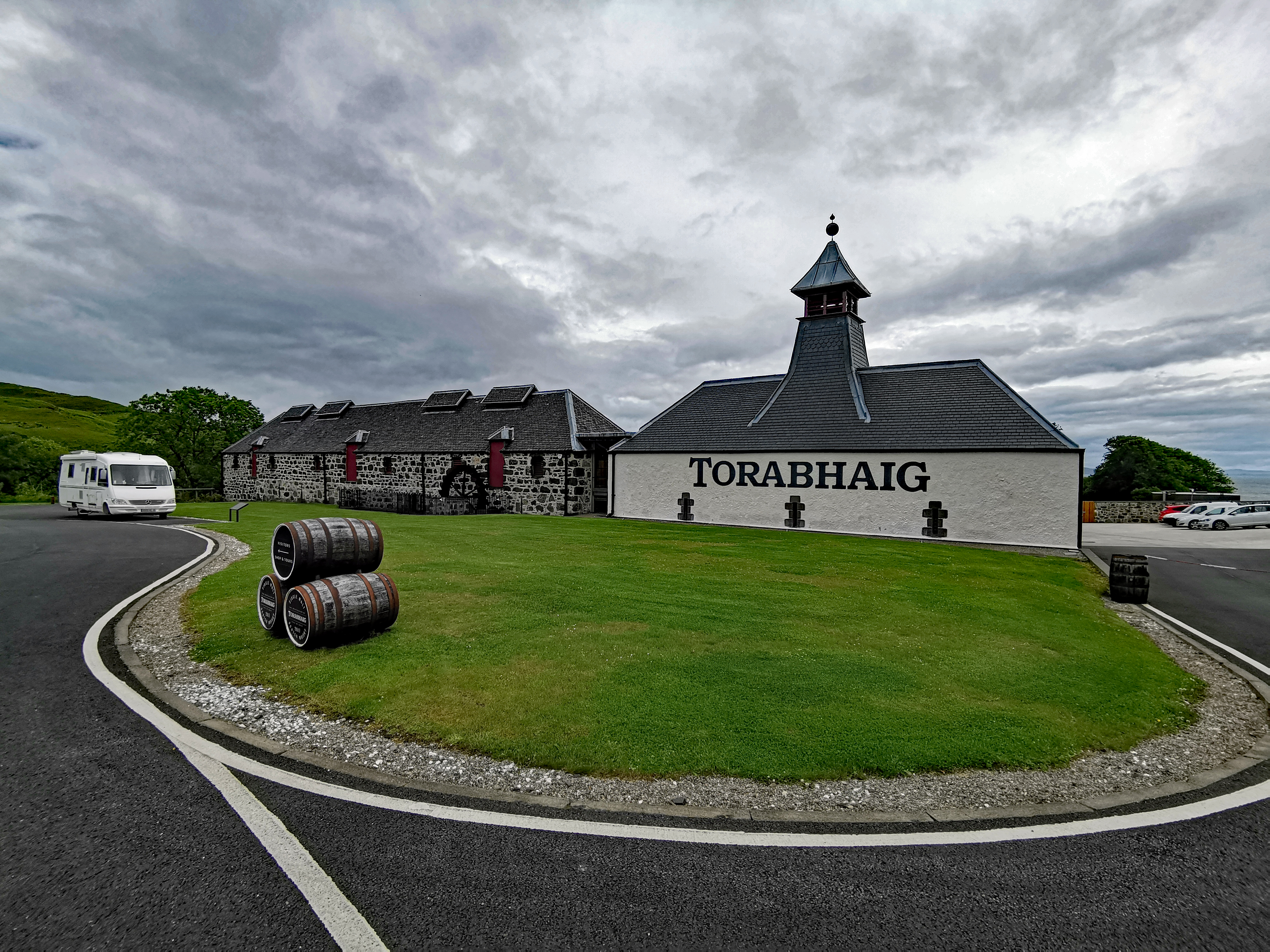
Entrée de la distillerie.

La première cuvée est commercialisée en 2017, sous le nom de Torabhaig The Legacy Series ; elle comprend 32 000 bouteilles. L'orge utilisée pour produire le whisky Torabhaig est récoltée en Écosse, mais pas sur l'île de Skye. La seconde cuvée, en 2021, est dénommée Allt Gleann. Cnoc Na Moine et Allt Breacach doivent suivre, respectivement en 2024 et 2026.
Des visites guidées de la distillerie sont organisées, en plusieurs langues. La distillerie comprend également un magasin, et un espace de restauration et buvette, avec une terrasse.

## Source
- (en) Ingvar Ronde, « Torabhaig », Malt Whisky Yearbook 2022, vol. 2022,‎ octobre 2021, p. 189.